# Ферара (округ)
Округ Ферара (итал. Provincia di Ferrara) је округ у оквиру покрајине Емилија-Ромања у северној Италији. Седиште округа покрајине и највеће градско насеље је истоимени град Ферара.
Површина округа је 2.631 km², а број становника 355.809 (2008. године).

## Природне одлике
Округ Ферара се налази у северном делу државе, са изласком на Јадранско море на истоку. Јадранска обала је разуђена и мочварна, са више лагуна. Целокупна површина округа је равничарског карактера, у области Падске низије. Најважнија река у округу је По, као северна граница округа. Друга битна река је мања река Рено, која тече његовом јужним делом и улива се у море на подручју округа.

## Становништво
По последњим проценама из 2008. године у округу Ферара живи преко 350.000 становника. Густина насељености је велика, око 135 ст/км². Западна половина округа је знатно боље насељена, нарочито око града Фераре. Источни, мочварни део је знатно ређе насељен и слабије развијен.
Поред претежног италијанског становништва у округу живе и велики број досељеника из свих делова света.

## Општине и насеља
У округу Ферара постоји 26 општина (итал. Comuni).
Најважније градско насеље и седиште округа је град Ферара (134.000 ст.) у источном делу округа. Други по величини је град Ченто (35.000 ст.) у западном делу округа.